# Lutica
Lutica is een geslacht van spinnen uit de familie mierenjagers (Zodariidae).

## Soorten
Het geslacht kent de volgende soorten:
- Lutica abalonea Gertsch, 1961
- Lutica bengalensis Tikader & Patel, 1975
- Lutica clementea Gertsch, 1961
- Lutica deccanensis Tikader & Malhotra, 1976
- Lutica kovvurensis Reddy & Patel, 1993
- Lutica maculata Marx, 1891
- Lutica nicolasia Gertsch, 1961
- Lutica poonaensis Tikader, 1981